# Матурана, Николас
Николас Александр Матурана Канео (исп. Nicolás Alexander Maturana Caneo; родился 8 июля 1993 года в Сантьяго, Чили) — чилийский футболист, атакующий полузащитник «Коло-Коло», на правах аренды выступающий за «Универсидад де Консепсьон».

## Клубная карьера
Николас — воспитанник футбольной академии клуба «Универсидад де Чили». Он был включен в заявку основной команды на сезон Клаусуры 2011. 24 апреля в матче против «Палестино» Матурана дебютировал в чемпионате Чили, выйдя в стартовом составе. В своем первом сезоне Николас стал чемпионом страны, приняв участие в 1 матче. В Апертуре 2011 Матурана отметился 4 выходами на поле и вновь выиграл чемпионат.
В декабре 2011 года Николас перешёл в «Рейнджеос» из Талька на правах полугодовой аренды для получения игровой практики. 6 февраля 2012 года в матче против «Унион Сан-Фелипе» он дебютировал за новый клуб. За «рейнджеров» Матурана провел 10 матчей после чего вернулся в «Универсидад».
Из-за высокой конкуренции летом 2012 года он снова вынужден был уйти в аренду. Новой командой Матураны стал клуб Примеры B «Барнечеа». 19 августа в поединке против «Консепсьон» Николас дебютировал во втором дивизионе чилийского первенства. 21 октября в матче против «Курико Унидо» первый гол Матураны за новый клуб стал единственным во встрече. За «Барнечеа» полузащитник провел 10 матчей и забил 4 мяча после чего вернулся в расположение «Универсидад де Чили». В начале 2015 года Николас на правах аренды присоединился к испанскому «Алькояно». 15 марта в матче против «Бадалоны» он дебютировал в Сегунде B.
Вторую половину сезона Матурана провёл в аренде в «Палестино». 28 июля в матче против «Аудакс Итальяно» он дебютировал за новый клуб. 26 сентября в поединке против «Депортес Икике» Николас забил свой первый гол за «Палестино». По окончании аренды Матурана вернулся в «Универсидад де Чили».
В начале 2017 года Николас перешёл в мексиканскую «Некаксу». 15 января в матче против «Леона» он дебютировал в мексиканской Примере. За полгода, проведённых в команде, Матурана не сумел закрепиться в основном составе мексиканского клуба, он сыграл 10 матчей, но в основном выходил на замены, в общей сложности получив 208 минут игрового времени.
20 июня 2017 года Матурана был представлен в качестве игрока «Коло-Коло», болельщиком которого он являлся с детства. 31 августа Николас дебютировал в составе «Коло-Коло» в матче против «Депортес Антофагаста», выйдя на замену на 62-й минуте вместо Луиса Саласа.

## Международная карьера
В начале 2013 года Матурана в составе молодёжной сборной Чили принял участие в молодёжном чемпионате Южной Америки в Аргентине. На турнире он сыграл в матчах против команд Аргентины, Уругвая, Боливии, Перу, Колумбии и дважды Парагвая. В поединке против парагвайцев Николас забил гол.
Летом того же года Матурана принял участие в молодёжном чемпионате мира в Турции. На турнире он сыграл в матчах против сборных Ирака, Египта, Англии, Хорватии и Ганы

## Достижения
- Чемпион Чили (3): Клаусура 2011, Апертура 2011, 2017
- Обладатель Кубка Чили (1): 2012/13
- Обладатель Суперкубка Чили (1): 2017 (не играл)
- Обладатель Южноамериканского кубка (1): 2011